# MG-265
A MG-265 é uma rodovia brasileira do estado de Minas Gerais que tem 131 km de extensão, divididos em três trechos distintos. Pela direção e sentido que ela percorre, é considerada uma rodovia transversal. 

## Detalhamento
O trecho inicial da rodovia, com 26,9 km, é pavimentado e liga Carangola à BR-116, passando pelo município de Divino. O segundo segmento, não pavimentado, vai da BR-116 a Jequeri e passa por Pedra Bonita e Sericita. O último trecho, também pavimentado, tem 21,4 km de extensão e liga Jequeri a Urucânia.